# 키리바시의 역사
키리바시는 16세기 초 에스파냐인이 발견하였다고 전한다. 1788년 영국 해군 대령 길버트가 길버트 제도에 상륙한 뒤 영국인에 의하여 이 지역의 식민지화(植民地化)가 시작되었고, 1916년 길버트 제도, 앨리스 제도는 영국에 병합되었다. 제2차 세계대전에서는 격전을 치른 곳으로 유명한데 한동안 일본군에 점령되었다가 종전 후 다시 영국령으로 귀속되었다. 1974년 제정된 식민지 헌법에 따라 자치 정부가 창설되었다가 1979년 7월에 독립하였다.

## 같이 보기
- 길버트 제도
- 키리바시
- 키리바시의 대통령